# El misterio del cuarto amarillo (película de 1947)

El misterio del cuarto amarillo es una película argentina del género de suspense filmada en blanco y negro dirigida por Julio Saraceni según un guion escrito por Ariel Cortazzo sobre la novela homónima de Gastón Leroux que se estrenó en Argentina el 16 de abril de 1947 y que tuvo como protagonistas a Santiago Gómez Cou, Herminia Franco, Tito Alonso, Floren Delbene e Ilde Pirovano.

## Sinopsis
La investigación por un periodista de varios crímenes sucedidos en la casa de un científico, uno de los cuales involucra el conocido acertijo del “cuarto cerrado”, tras los cuales hay una trama oculta.

## Reparto
- Santiago Gómez Cou
- Herminia Franco
- Tito Alonso
- Floren Delbene
- Ilde Pirovano
- Agustín Orrequia
- Cirilo Etulain
- Julia Sandoval
- María Esther Buschiazzo
- Adolfo Stray
- Margarita Burke
- Diego Marcote
- Nathán Pinzón
- Jorge Villoldo
- Ángel Walk
- Arturo Arcari	... 	Jefe de redacción
- Roberto Bordoni	... 	Fiscal
- Lucio Deval	... 	Periodista en redacción
- Alfonso Ferrari Amores
- Jesús Pampín
- Enrique de Pedro
- Pedro Fiorito
- Pedro Pompillo

## Comentario
El crítico de La Nación escribió que la película fue «realizada con libertad en una adaptación que ha modificado aspectos del relato y le ha dado actualidad». La crónica de Crítica expresaba que «su intriga de resortes complejos pero simple en su eficacia, funciona todavía frente a la expectativa candorosa del público», en tanto que Manrupe y Portela opinaron: «innecesaria adaptación, aceptablemente ambientada y con todo lo previsible».